# Immeln (tätort)
Immeln är en tätort i Östra Göinge kommun i Skåne län, belägen vid södra spetsen av sjön Immeln.

## Befolkningsutveckling
| Befolkningsutvecklingen i Immeln 1960–2020 | Befolkningsutvecklingen i Immeln 1960–2020 | Befolkningsutvecklingen i Immeln 1960–2020 | Befolkningsutvecklingen i Immeln 1960–2020 | Befolkningsutvecklingen i Immeln 1960–2020 |
| ------------------------------------------ | ------------------------------------------ | ------------------------------------------ | ------------------------------------------ | ------------------------------------------ |
|                                            |                                            |                                            |                                            |                                            |
| År                                         |                                            |                                            | Folkmängd                                  | Areal (ha)                                 |
| 1960                                       | 1960                                       |                                            | 269                                        |                                            |
| 1965                                       | 1965                                       |                                            | 234                                        |                                            |
| 1970                                       | 1970                                       |                                            | 234                                        |                                            |
| 1975                                       | 1975                                       |                                            | 245                                        |                                            |
| 1980                                       | 1980                                       |                                            | 281                                        |                                            |
| 1990                                       | 1990                                       |                                            | 299                                        | 57                                         |
| 1995                                       | 1995                                       |                                            | 307                                        | 58                                         |
| 2000                                       | 2000                                       |                                            | 284                                        | 58                                         |
| 2005                                       | 2005                                       |                                            | 291                                        | 57                                         |
| 2010                                       | 2010                                       |                                            | 278                                        | 58                                         |
| 2015                                       | 2015                                       |                                            | 298                                        | 113                                        |
| 2020                                       | 2020                                       |                                            | 308                                        | 116                                        |
|                                            |                                            |                                            |                                            |                                            |